# New Englands kök

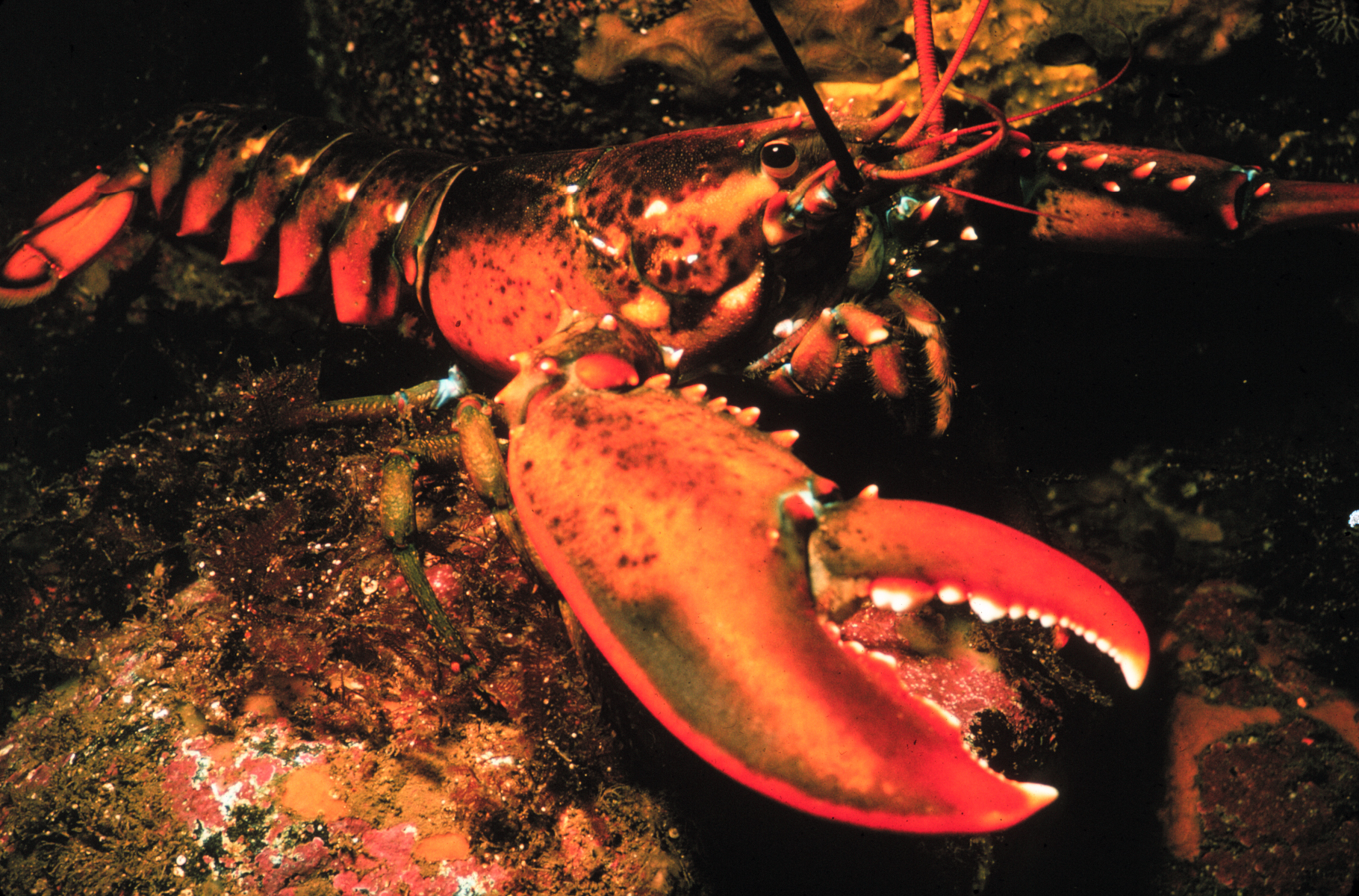
Hummer, en favorit i New Englands kök.

New Englands kök är den matkultur som skapats i New England, i USA:s nordöstra region.

## Karaktäristiska drag
Matlagningen i New England kännetecknas av omfattande användande av fisk och skaldjur samt mjölkprodukter, vilket är ett resultat av dess historiska tillit till hamnar och fiskeindustri, såväl som omfattande mjölkproduktion i inlandsregionerna. Två karaktäristiska ingredienser i New Englands kök är lönnsirap och tranbär. Det i huvudsak mest använda stärkningsmedlet är potatis. Persilja och salvia används mycket, med några karibiska tillägg såsom muskotnöt. På grund av tilliten till mjölkprodukter är grädde en standardingrediens. De mest använda matlagningsteknikerna är stuvning och ugnsstekning.

## Typiska maträtter från New England
- Olika slags fiskar och skaldjur (ofta friterade, bakade, grillade eller kokade):
  - Torsk, kolja, hälleflundra, bifångster, lax, majfisk, öring eller forell
  - Hummer, pilgrimsmussla och andra slags musslor
    - Friterade musslor
    - Hummersmörgås
    - Crab cake
    - New England clam bake, även känd som New England Clam Boil
- Amerikansk chop suey (inte att förväxla med den amerikansk-kinesiska rätten chop suey)
- Äppelcider, ibland varm
- Äppelpaj, äppelchips och äpplen i sin egen form
- Blåbär, huvudsakligen i blåbärspaj
- Boiled Dinner (sv: Kokad middag)
- Boston baked beans
- Boston-munkar med grädde, samt andra bakverk från Boston
- Brown bread
- Tranbärscocktail, mosade/krossade tranbär, tranbärsgelé och tranbärsbröd
- Rom av olika slag
- Glassar från lokala mejerier såväl som företag som Ben & Jerry's
- Whoopie pie

## Dialektala uttryck
New England har även sin speciella dialektala matterminologi. I New England kallas kalla och varma smörgåsar i långsmala rullar Subs eller Grinders i motsats till Hoagies, Gyros eller Heroes. Sub är kort för submarine sandwich som uppfanns i Massachusetts. I Maine är den italienska smörgåsen populär, en variation som i huvudsak görs på skinka, ost, paprika, pickels, tomat och valfri olja.
New England är också känt för många av sina fina lokala lagerölsorter och alesorter, av vilka den mest kända är Samuel Adams från Boston Beer Company i Boston samt cider med alkohol, huvudsakligen från Woodchuck Draft Cider från Vermont.